# Leucopis misaphida
Leucopis misaphida är en tvåvingeart som beskrevs av Camillo Rondani 1874. Leucopis misaphida ingår i släktet Leucopis och familjen markflugor. Inga underarter finns listade i Catalogue of Life.